# Lista de deputados estaduais de Rondônia da 4.ª legislatura
Esta é a lista de deputados estaduais de Rondônia eleitos para a legislatura 1995–1999. Nas eleições estaduais, foram eleitos 24 deputados estaduais.

## Composição das bancadas
| Partido | Líder                                    | Bancada | Posição      |
| ------- | ---------------------------------------- | ------- | ------------ |
| PMDB    | Marcos Antônio Donadon                   | 4 / 24  | Governo      |
| PMN     | Luiz Carlos Coelho de Menezes            | 4 / 24  | Independente |
| PDT     | José Mário de Melo (Dedê de Melo)        | 3 / 24  | Oposição     |
| PL      | Mileni Mota                              | 2 / 24  | Independente |
| PSC     | Lúcia Tereza                             | 2 / 24  | Independente |
| PTB     | João Ferreira Martins (João Suruí)       | 2 / 24  | Oposição     |
| PSDB    | Mauro Nazif                              | 2 / 24  | Governo      |
| PT      | Daniel Pereira                           | 2 / 24  | Oposição     |
| PFL     | Carlos Magno Ramos                       | 2 / 24  | Oposição     |
| PRN     | João Batista dos Santos (João da Muleta) | 1 / 24  | Governo      |

## Deputados Estaduais
Foram eleitos 24 deputados estaduais para a Assembleia Legislativa de Rondônia.
| Número | Deputados estaduais eleitos   | Partido | Votação | Percentual | Cidade onde nasceu  | Unidade federativa  |
| 15110  | Marcos Antônio Donadon        | PMDB    | 9.549   | 2,67%      | Florestópolis       | Paraná              |
| 15160  | Renato Veloso                 | PMDB    | 7.010   | 1,96%      | Uberlândia          | Minas Gerais        |
| 33140  | Luiz Carlos Coelho de Menezes | PMN     | 5.972   | 1,67%      | Manaus              | Amazonas            |
| 36101  | João Batista dos Santos       | PRN     | 5.556   | 1,55%      | Graccho Cardoso     | Sergipe             |
| 12121  | José Mário de Melo            | PDT     | 5.494   | 1,53%      | Guajará-Mirim       | Rondônia            |
| 22199  | Mileni Mota                   | PL      | 5.272   | 1,47%      | Cianorte            | Paraná              |
| 12200  | João Batista de Lima          | PDT     | 5.234   | 1,46%      | Itapemirim          | Espírito Santo      |
| 20110  | Lúcia Tereza                  | PSC     | 5.076   | 1,42%      | Presidente Prudente | São Paulo           |
| 12132  | César Cassol                  | PDT     | 4.585   | 1,28%      | Maravilha           | Santa Catarina      |
| 20111  | Francisco Sales               | PSC     | 4.479   | 1,25%      | Grossos             | Rio Grande do Norte |
| 14110  | João Ferreira Martins         | PTB     | 4.260   | 1,19%      | Mendes Pimentel     | Minas Gerais        |
| 14140  | Carlão de Oliveira            | PTB     | 4.080   | 1,14%      | Guarapuava          | Paraná              |
| 33111  | Heitor Costa Júnior           | PMN     | 4.067   | 1,14%      | Uberaba             | Minas Gerais        |
| 22220  | Elizeu Ferreira da Silva      | PL      | 4.055   | 1,13%      | Ji-Paraná           | Rondônia            |
| 45111  | Mauro Nazif                   | PSDB    | 3.954   | 1,10%      | Barra do Piraí      | Rio de Janeiro      |
| 15109  | Augusto Tunes Plaça           | PMDB    | 3.718   | 1,04%      | Mandaguari          | Paraná              |
| 33101  | José Cunha e Silva Júnior     | PMN     | 3.553   | 0,99%      | Presidente Médici   | Rondônia            |
| 33144  | Ivone Abrão                   | PMN     | 3.362   | 0,94%      | Andradina           | São Paulo           |
| 13200  | Daniel Pereira                | PT      | 3.241   | 0,91%      | Campo Mourão        | Paraná              |
| 15200  | Sueli Alves Aragão            | PMDB    | 3.157   | 0,88%      | Araranguá           | Santa Catarina      |
| 45112  | Altair Schons                 | PSDB    | 3.006   | 0,84%      | Tangará             | Santa Catarina      |
| 13133  | Rosária Helena                | PT      | 2.694   | 0,75%      | Prata               | Minas Gerais        |
| 25101  | Carlos Magno Ramos            | PFL     | 2.484   | 0,69%      | Coromandel          | Minas Gerais        |
| 25250  | Donizetti José                | PFL     | 2.463   | 0,69%      | São João do Ivaí    | Paraná              |